# Barozaur
Barozaur (Barosaurus) –  rodzaj dinozaura z grupy zauropodów i rodziny diplodoków.

## Nazwa
Barosaurus pochodzi z greki i oznacza ciężki jaszczur.

## Wielkość
Przy pomocy techniki zwanej fotogrametrią paleontolog Stephen Brusatte oszacował długość barozaura na 25 do 27 m, masę na ok. 15 t.

## Występowanie
Żył w późnej jurze (kimeryd-tyton), około 150 milionów lat temu na terenach Ameryki Północnej (Dakota Południowa, Utah, Wyoming). Znaleziska zaliczane przez niektórych badaczy do rodzaju Barosaurus znane są z Afryki (m.in. Tanzania), jednak poprawność ich klasyfikacji jest często kwestionowana. W Ameryce Północnej jego znaleziska pochodzą ze skał formacji Morrison.

## Odkrycie
Zwierzę to zostało odkryte podczas XIX-wiecznej „wojny o kości”. Sklasyfikowane zostało przez znanego paleontologa Othniella Marsha w 1890 roku.

## Opis
Dosyć duży zauropod, przypominający bardziej znanego diplodoka, od którego różni się proporcjonalnie dłuższą szyją długości 9 m, trochę krótszym  ogonem i znacznie krótszym tułowiem. Szyja zbudowana była z 15 (według innych danych z 16) kręgów szyjnych, z których największe przekraczały 1 m długości. Kręgi barozaura (z wyjątkiem końcowych kręgów ogonowych, których nie znamy), posiadały  komory powietrzne co zmniejszało wagę zwierzęcia.
Tradycyjnie rekonstruowany jako bardzo podobny budową szkieletu do blisko spokrewnionego diplodoka, lecz mający proporcjonalnie dłuższą szyję. Taylor i Wedel (2013) twierdzą jednak, że jest on tak rekonstruowany nie na podstawie badań cech budowy holotypu gatunku Barosaurus lentus oznaczonego YPM 429, lecz innych okazów zaliczonych do tego rodzaju, zwłaszcza okazu AMNH 6341. Okaz holotypowy zdaniem autorów różni się budową kości od innych okazów tradycyjnie zaliczanych do gatunku B. lentus i mogą one w rzeczywistości reprezentować inny gatunek; według autorów kręgi szyjne YPM 429 budową bardziej przypominają kręgi szyjne brachiozaurów niż diplodoków. W późniejszej publikacji na podstawie porównania budowy kręgów szyjnych okazów YPM 429 i AMNH 6341 autorzy potwierdzili jednak ich bliskie pokrewieństwo i prawdopodobną przynależność do tego samego gatunku. Autorzy potwierdzili zarazem, że budową kręgów szyjnych barozaur znacząco różnił się od innych przedstawicieli Diplodocidae; ich zdaniem budowa kręgów szyjnych barozaura ograniczała mu możliwość poruszania szyją w pionie, ułatwiała natomiast poruszanie nią na boki. Według Taylora i Wedela może to wskazywać, że barozaur, inaczej niż inni przedstawiciele Diplodocidae, przystosował się do żerowania na niskiej roślinności.

## Tryb życia
Zakłada się, że był analogiczny jak diplodoka, który ze względu na większą liczbę znalezisk i znacznie bardziej kompletny stan zrekonstruowanego szkieletu jest modelem przy rekonstrukcjach ekologii innych rodzajów z rodziny diplodoków. W przypadku barozaura nie jest pewne czy posiadał służący do obrony biczowaty koniec ogona, gdyż kręgi tej części ogona nie zostały znalezione. Część badaczy postuluje też, że barozaury mogły na krótko stawać na dwóch nogach, w celu walki z drapieżnikiem i pobieraniem pokarmu z wysokich koron drzew. 

## Kontrowersje
Dosyć często omawiany problem dotyczy tego, że przy założeniu prawie pionowego trzymania szyi i głowy przez barozaura, tłoczenie przez serce krwi do mózgu byłoby bardzo utrudnione, gdyż wobec wyjątkowo długiej szyi serce musiałoby pompować krew na wysokość 10 m. Dokonana w 1992 analiza wykazała, że wymagałoby to serca wagi 1,6 tony, jednak tak wielkie serce biłoby zbyt wolno by zwierzę mogło przeżyć. Autorzy tej analizy uważali, że dinozaur ten posiadał 8 serc - 2 w klatce piersiowej i 3 pary w szyi. Ta koncepcja poddana została jednak silnej krytyce; wskazano, że skurcze tętnic szyjnych mogły dodatkowo popychać krew w kierunku głowy, przy jednoczesnej obecności systemu zastawek w tętnicach, uniemożliwiających cofanie się krwi do serca. Przy takim prostym rozwiązaniu, w pełni wystarczy jedno normalne serce.

## Gatunki
- Barosaurus lentus  (znany też pod nazwą B. affinis, traktowaną dziś jako młodszy (nieaktualny) synonim);
- B. africanus; przeważnie zaliczany do odrębnego rodzaju Tornieria
- B. gracilis; przeważnie zaliczany do odrębnego rodzaju Tornieria